# Ladhar Bheinn
Ladhar Bheinn är ett berg i Storbritannien.   Det ligger i kommunen Highland och riksdelen Skottland, i den nordvästra delen av landet, 700 km nordväst om huvudstaden London. Toppen på Ladhar Bheinn är 1 019 meter över havet. Ladhar Bheinn ingår i Druim Chòsaidh.
Terrängen runt Ladhar Bheinn är huvudsakligen kuperad.Runt Ladhar Bheinn är det mycket glesbefolkat, med 2 invånare per kvadratkilometer. Närmaste större samhälle är Glenelg, 15,1 km norr om Ladhar Bheinn. Trakten runt Ladhar Bheinn består i huvudsak av gräsmarker.